# Mathijs Desmet
Mathijs Desmet (28 januari 2000) is een Belgisch volleyballer.

## Levensloop
Desmet was reeds in de jeugdreeksen actief bij Knack Roeselare, alwaar hij - na zijn studies aan de Topsportschool Vilvoorde - aan de slag ging. Met deze club werd hij tweemaal landskampioen (2021 en 2022) en won hij viermaal de Beker van België (2018, 2019, 2020 en 2021). Ook won hij er tweemaal de Supercup (2018 en 2019). Voor seizoen 2022-'23 maakte hij de overstap naar Italiaanse Pallavolo Padova.
Daarnaast is hij actief bij het Belgisch volleybalteam. Met de Red Dragons nam hij onder meer deel aan de Europese kampioenschappen van 2021 en 2023.